# Modicogryllus tikaderi
Modicogryllus tikaderi är en insektsart som beskrevs av Bhowmik 1985. Modicogryllus tikaderi ingår i släktet Modicogryllus och familjen syrsor. Inga underarter finns listade i Catalogue of Life.